# Gerhard Grimm (Gestapo)

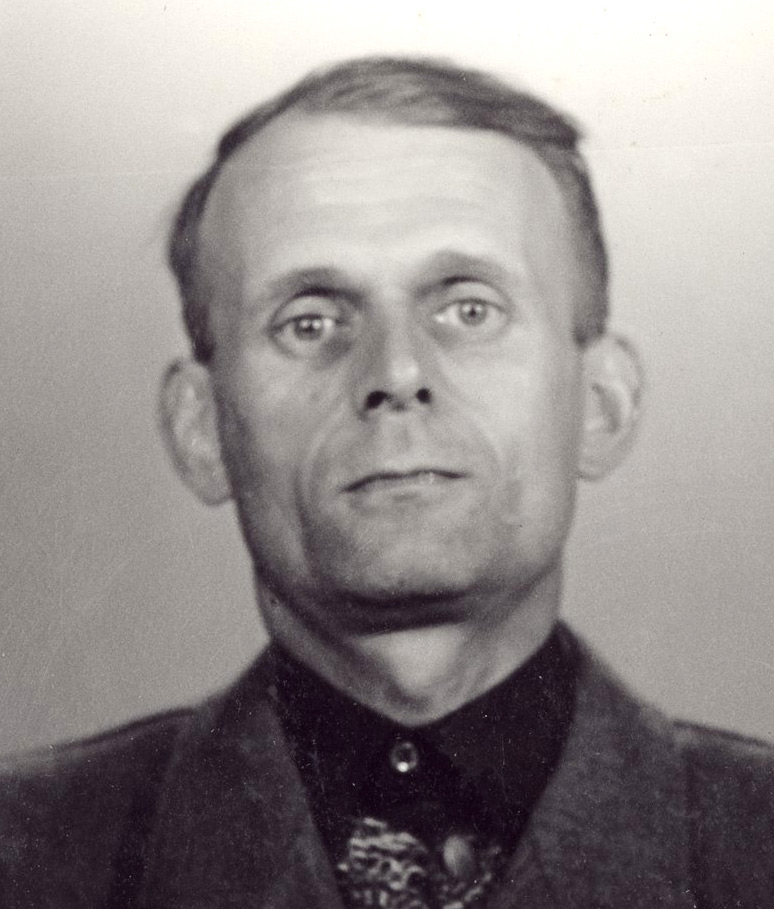
Gerhard Grimm (Polizeifoto 1950)

Gerhard Grimm (* 1. Dezember 1910 in Freiburg im Breisgau; † 16. Juni 1990 in Neuötting) war ein Beamter der Geheimen Staatspolizei (Gestapo). Sein Zuständigkeitsbereich betraf „jüdische und religiöse Angelegenheiten“. Er war wegen seines Sadismus und seiner Brutalität gefürchtet.

## Leben
Gerhard Grimm ging in Freiburg zur Schule und brach das Gymnasium ab. Er machte eine Ausbildung als Gebrauchsgrafiker in Offenbach und München. Zum 1. April 1932 trat er der NSDAP bei (Mitgliedsnummer 1.059.422). 1934 fand er eine Anstellung bei der Bayerischen Politischen Polizei, die 1936 zur Staatspolizeileitstelle in München wurde. Er trat der SS bei, wurde bei der Gestapo Sachbearbeiter für religiöse Angelegenheiten, Sekten und im Judenreferat. Seine Aufgabe bestand spätestens ab 1941 darin, Juden und Zeugen Jehovas zu vernehmen, zu verhaften und Hausdurchsuchungen durchzuführen. Dabei zweigte er in großem Umfang Lebensmittel und Wertgegenstände zum persönlichen Gebrauch ab.
An seinen Opfern ließ er seiner Brutalität freien Lauf. Oft begleitet von seinem Kollegen Georg Gassner schlug er mit Stahlruten auf die Gefangenen ein und drohte, sie persönlich zu töten. Mindestens eine Person starb unter seiner Folter.
Als „Sektenbeauftragter“ nahm Grimm im April 1941 an der Plünderung der Erzabtei Sankt Ottilien teil. Weil die gesetzliche Grundlage fehlte, auch sogenannte „Halbjuden“ in Vernichtungslager zu deportieren, erfand Grimm Anschuldigungen wie zum Beispiel Rassenschande oder das Abhören von Feindsendern. Den Koch Gerhard Schwalb, der die fingierten Vorwürfe bestritt, schlug Grimm beim Verhör heftig ins Gesicht und in den Magen und kommentierte später: „Der kommt in die Wurstmaschine.“
Grimm wurde nach Kriegsende im Mai 1945 verhaftet. Man fand ein umfangreiches Lager an Wertgegenständen vor allem aus jüdischem Besitz in seiner Wohnung. Bis 1949 war er in Internierungshaft der Alliierten. Im Spruchkammerverfahren wurde er in die Gruppe der Hauptschuldigen eingestuft und zu sechs Jahren Arbeitslager verurteilt, von denen er vier Jahre absaß. Er zeigte einen Ansatz von Reue, als er dem Gericht sagte, es seien manchen durch seine „Härte Unannehmlichkeiten“ entstanden.
Gerhard Grimm starb 1990 in Neuötting.